# Thomas Muis
Thomas Muis (* 29. September 1994 in Hardenberg) ist ein niederländischer Komponist und Pianist, der auch unter seinem Künstlernamen Abbott veröffentlicht. Bekannt wurde er durch seine Musik für die Dokumentarserie The World’s Most Dangerous Show von Joko Winterscheidt.

## Leben und Werdegang
Muis wuchs in den Niederlanden in Hardenberg auf und bekam schon in jungen Jahren Klavierunterricht.  Von 2013 bis 2017 studierte er an der ArtEZ Conservatorium Enschede "Film und Media Komposition".
2020 veröffentlichte er sein Debütalbum Somnia. Es folgten Kollaborationen mit der Deutschen Grammophon auf den Alben Project lll und Winter Tales. Außerdem kollaborierte er mit der Künstlerin Zoe Wees für die Akustikversion ihres Songs Control.
2023 komponierte er die Musik für The World’s Most Dangerous Show von Joko Winterscheidt. Zwei Jahre darauf folgte die Musik zu Unser Team - Die Heim-EM 2024.
Außerdem schrieb er zahlreiche Werbemusikkompositionen, unter anderem für Netto, Sea-Eye oder Dash.

## Diskografie (Auswahl)

### Studioalben
- 2020: ABBOTT - Somnia
- 2025: ABBOTT - Unser Team (EM Original Soundtrack) (Die Heim-EM 2024)

### Filmscores
- 2014: Verschillende gedachten
- 2014: Het Doek (Kurzfilm)
- 2015: De Schoonmaakster (Kurzfilm)
- 2015: Oswald (Kurzfilm)
- 2015: Spin (Kurzfilm)
- 2015: Qualia (Kurzfilm)
- 2016: Sync
- 2017: The Candykillers (Kurzfilm)
- 2023: The World’s Most Dangerous Show
- 2025: Unser Team - Die Heim-EM

## Auszeichnungen
- 2017: Cannes Lions International Festival of Creativity - Bronze Lion für Netto Werbung
- 2017: Eurobest European Advertising Festival - Gold für Netto Werbung
- 2017: Eurobest European Advertising Festival - Silber für Netto Werbung
- 2018: The New York Festivals Advertising Awards - Third Prize Award für Netto Werbung
- 2018: Art Directors Club of Europe - Silver für Netto Werbung
- 2018: LIA - Gold für Netto Werbung
- 2022: Webby Awards - People's Voice Winner für Dash Werbung
- 2022: D&AD Awards - Graphite Pencil für Dash Werbung